# Hedyosmum brenesii
Hedyosmum brenesii är en tvåhjärtbladig växtart som beskrevs av Standley. Hedyosmum brenesii ingår i släktet Hedyosmum och familjen Chloranthaceae. Inga underarter finns listade i Catalogue of Life.